# Zorilispe luzonica
Zorilispe luzonica är en skalbaggsart som beskrevs av Stefan von Breuning 1965. Zorilispe luzonica ingår i släktet Zorilispe och familjen långhorningar.
Artens utbredningsområde är Filippinerna. Inga underarter finns listade i Catalogue of Life.